# St. Stephan (Volkratshofen)

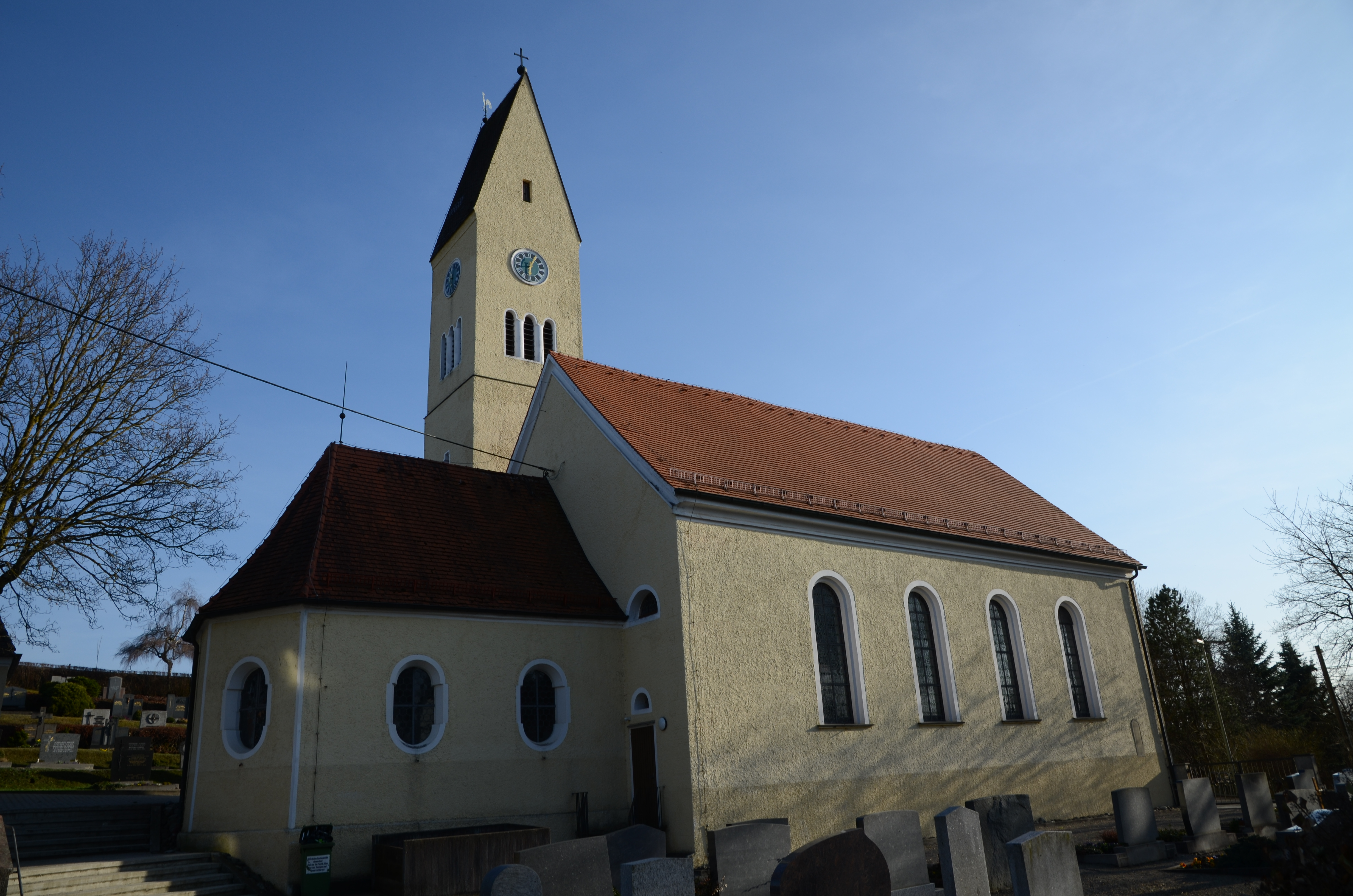
St. Stephan in Volkratshofen

Die evangelisch-lutherische Pfarrkirche St. Stephan steht in Volkratshofen, einem Stadtteil von Memmingen, Bayern. Das Bauwerk ist in der Liste der Baudenkmäler in Memmingen als Baudenkmal unter der Nr. D-7-64-000-318 eingetragen. Die Pfarrei gehört zum Evangelisch-Lutherischen Dekanat Memmingen im Kirchenkreis Augsburg der Evangelisch-Lutherischen Kirche in Bayern.

## Beschreibung
Die Saalkirche besteht aus einem 1817 erbauten Langhaus, einem eingezogenen, dreiseitig geschlossenen, spätmittelalterlichen Chor im Osten und einem Kirchturm, der etwas in das östliche Joch des Langhauses im Südosten eingestellt ist. Seine unteren Geschosse sind ebenfalls spätmittelalterlich. Beim Neubau des Langhauses wurde er mit einem Geschoss aufgestockt, das die Turmuhr und hinter den als Triforien gestalteten Klangarkaden den Glockenstuhl mit vier Kirchenglocken beherbergt, und der 1948 quer mit einem Satteldach anstelle des ursprünglichen spitzen Helms von 1832 bedeckt wurde. 
Der Innenraum des Langhauses ist mit einer Flachdecke überspannt, der des Chors mit einem Tonnengewölbe. Der Altar aus Stuckmarmor wurde 1713 von Dominikus Zimmermann für das Kloster Buxheim gebaut, wo er bis 1816 stand. Ein Gemälde mit der Kreuzigung von Jesus Christus hat 1706 Johann Friedrich Sichelbein geschaffen. An der Brüstung der Kanzel von 1701 befinden sich Abbildungen vom Salvator mundi und den Evangelisten. Die Orgel mit elf Registern, verteilt auf zwei Manuale und einem Pedal, wurde 1895 von der Gebr. Sieber Orgelbau errichtet.